# Gabriel-Toussaint Scellier
Pour les articles homonymes, voir Scellier.
Gabriel-Toussaint Scellier est un révolutionnaire français, juge au Tribunal révolutionnaire, né le 28 août 1755 à Compiègne et mort guillotiné le 7 mai 1795 à Paris.

## Biographie
Fils d'un marchand drapier de Compiègne, frère d'Alexandre Scellier, maire de Compiègne du 26 décembre 1792 à 1794, il devient homme de loi à Noyon en 1783. En 1790, il est élu juge au tribunal de district de Compiègne. Commissaire au tribunal du 17 août 1792, il est élu au tribunal du 2e arrondissement le 1er mars 1793.  Fouquier-Tinville écrit au ministre de la Justice que Scellier, Coffinhal, Petit d'Hauterive et Dobsent ont prêté serment (5 août 1793). Le ministre « se réjouit du choix de ces citoyens, dont le civisme bien prononcé et les lumières sont de sûrs garants que le tribunal ne perdra rien de la confiance publique ». Il entre donc ce 5 août 1793 comme juge au tribunal révolutionnaire, dont il est l'un des vice-présidents du 12 prairial au 9 thermidor an II, avant de reprendre ses fonctions au tribunal du 2e arrondissement.
Il siège aux côtés de René-François Dumas le matin du 9 thermidor an II (27 juillet 1794) quand on vient arrêter celui-ci ; il prend sa place et, sans sourciller, « enchaîne » l'interrogatoire, momentanément interrompu, des accusés.
Impliqué dans le procès de Fouquier-Tinville, il est guillotiné avec seize autres coaccusés le 18 floréal an III en place de Grève. Il est inhumé au cimetière des Errancis.